# Chile
Chile (pronunțat [tʃi.le], oficial Republica Chile, în spaniolă República de Chile) este o țară din America de Sud, învecinată cu Peru la nord, Bolivia la nord-est și cu Argentina la est. Este cuprinsă între 17º29'57'S și 56º32'S latitudine sudică. Capitala statului se află la Santiago de Chile (colocvial, numit „Santiago”), cel mai mare oraș. Santiago este situat în Valea Centrală a țării și, din punct de vedere administrativ, face parte din Regiunea metropolitană Santiago. Deși Santiago este capitala, Congresul Național își ține ședințele în orașul Valparaíso.
Chile se întinde de la nord la sud pe o lungime de 4.300 kilometri, dar are o lățime medie de doar 350 km. În Chile se află cel mai secetos deșert din lume, Atacama.
În prezent Chile este cea mai stabilă și prosperă țară din America de Sud, fiind prima țară din regiune după nivelul de dezvoltare umană, competitivitate, calitatea vieții, stabilitatea politică, globalizare, libertatea economică, corupția scăzută și, de asemenea, nivelul redus de sărăcie. De asemenea, ocupă o poziție fruntașă în libertatea presei și a dezvoltării democratice. Cu toate acestea, prezintă o mare diversitate a veniturilor, măsurată prin indicele Gini.

## Etimologie
Nu se știe cu exactitate, care este originea cuvântului Chile, dar sunt câteva ipoteze. Abatele Molina, susținea că numele provine de la denumirea unei păsări în limba mapuche. Conform teoriilor cronicarului spaniol din secolul XVII, Diego de Rosales, denumirea teritoriului provine de la coruperea numelui șefului tribului picunche (cacique), numit Tili, care a condus teritoriile văii Aconcagua,în timpul imperiului Inca (sec. XV).
Alte teorii avansează ipoteza că numele ar proveni de la cuvântul mapuche chili, care înseamnă ”unde se termină pământul”, ”adâncul pământul”, sau cuvântul aymara tchili - însemnând zăpadă, sau cuvântul chin în limba quechua - care înseamnă rece.
Conquistadorii spanioli, pentru prima dată, au auzit acest cuvânt de la Incași și cei câțiva supraviețuitori ai expediției lui Diego de Almagro, care s-a terminat în 1536. Câțiva prizonieri se numeau oamenii Chili și, în consecință, termenul a fost extins, Almagro numind toată valea Mapocho cu acest nume și este citat ca fiind autorul universalizării denumirii.

## Istoria
Primele urme ale populării actualelor teritorii chiliene datează din perioada perioada Pleistocenului aprox. 35.000 î.e.n. pentru situl preistoric Monte Verde I și 15.000 pentru situl Monte Verde II (sfârșitul Pleistocenului și începutul Holocenului). Aceasta o demonstrează diverse studii. Teritoriul actual al statului Chile a fost locuit de către aborigeni, iar o parte dintre aceștia au trecut Munții Anzi, deplasându-se până în Argentina de astăzi.

### Epoca precolumbiană
În epoca precolumbiană țara era populată de diverse triburi indigene, care se instalaseră pe Cordiliera Andină și pe coasta oceanului Pacific. Zonele din nord Aymara și Atacamienii au început să cultive pământul după modelul Inca, aproximativ în sec. XI (terase cu sisteme de irigație). În sec XV Incașii au intrat în posesia teritoriilor situate până la râul Maule. La sud de Aconcagua, s-au instalat populații semi-nomade mapuche. Extrema sudică a țării era populată de diverse triburi, precum: Chonos, Yámanas, Alacalufs și Onas. Pe insula Rapa Nui s-a dezvoltat o cultură polineziană, ajunsă până-n zilele noastre. Mapuche au constituit comunitatea cea mai numeroasă pe teritoriul continental.

### Colonizarea spaniolă

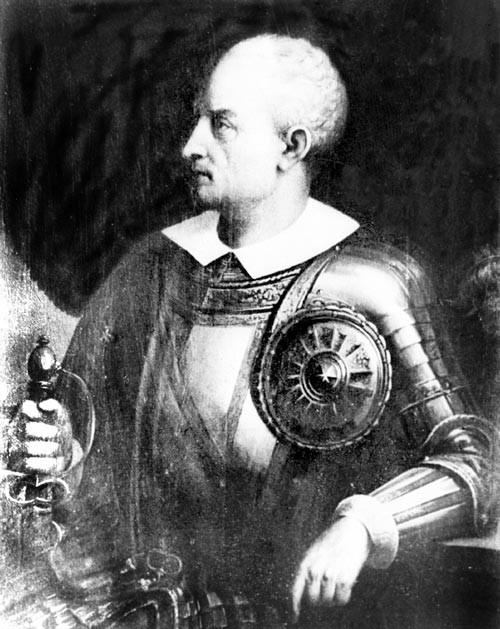
Diego de Almagro (1485-1538)

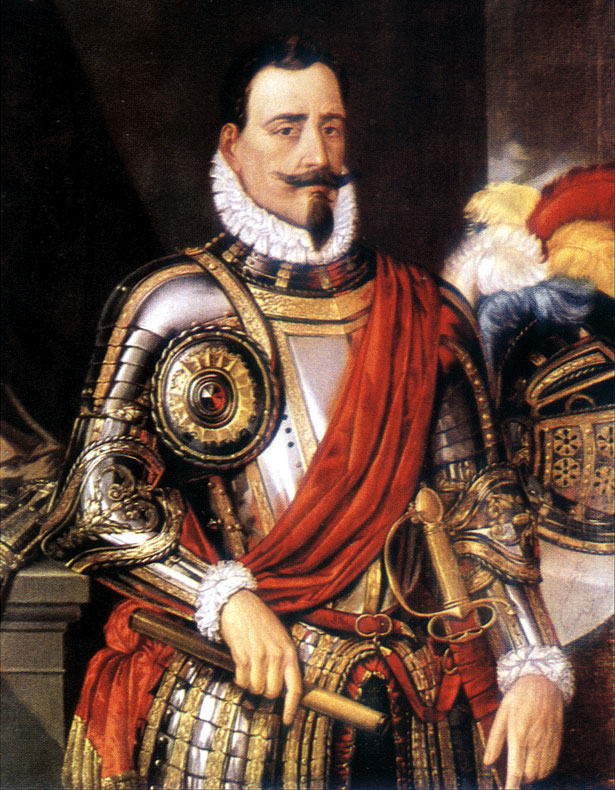
Pedro de Valdivia (1500-1553)

Fernando Magellan a fost primul explorator european care a pus piciorul, în 1520, pe actualul teritoriu chilian. În 1535, conquistadorii încercau să cucerească teritoriile văii Chile, în lupte cu incașii. Expediția lui Diego de Almagro a fost un eșec. Pedro de Valdivia a revenit în 1536, fiind mai convingător decât predecesorul său. Valdivia a fondat o serie de localități, precum Santiago Noii Extremadura, în 12 februarie 1541 și Valdivia - bn 1545 .
De asemenea, Valdivia a început o laborioasă campanie militară împotriva triburilor mapuche. În opera sa, Alonso de Ercilla relatează cu multă pasiune războiul de la Araucana, în 1576. În urma unei insurecții mapuche, în 1553, Pedro de Valdivia moare. Principalele intervenții indigene din sud au loc în 1598 și 1655.
În 1683, sclavagismul este abolit, astfel, deschizându-se calea spre stabilirea unor relații mult mai durabile între coloniști și mapuches.
Pe parcursul unei lungi perioade de timp, fluviul Biobio a fost considerat hotarul între puterea guvernamentală și triburile indigene.
Căpitanatul general Chile (Regatul Chile) era, în acea epocă, colonia extremă sudică a Imperiului Spaniol. Prin poziția sa strategică avea menirea de a proteja strâmtoarea Magellan și de a aproviziona, cu materii prime, vice-regatul Peru.

### Independența
La 18 septembrie 1810, un grup de creoli, profitând de invaziile napoleoniene în Spania borbonica, a constituit o juntă, pentru a iniția un proces de autodeterminare. Astfel, a început o perioadă istorică cunoscută sub denumirea Vechea Patrie, care a durat până la dezastrul de la Rancagua, în 1814, când regaliștii au preluat controlul teritoriului. Soldații independentiști s-au refugiat, în număr de 6514, la Mendoza, și, acolo, unindu-se cu trupele provinciei Argentina, în număr de 2600 soldați, au format armata Anzilor. Aceasta din urmă a eliberat Chile în bătălia de la Chacabuco (12 februarie 1817). În anul următor, independența e declarată, și țara e plasată sub autoritatea lui Bernardo O'Higgins, care preia titlul de Comandant Suprem. [6]. Reformele sale, însă, nemulțumesc aristocrația și, în 1823, este nevoit să abdice. În următorii 10 ani, Chile e supusă unei serii de reforme menite să organizeze țara. După o serie de victorii ale conservatorilor, în 1829, începe o perioadă de stabilitate. Datorită constituției din 1833, ministrul Diego Portales devine principalul arhitect al organizării teritoriale.
Treptat, țara începe să-și extindă influența atât în nord, cât și în sud. Economia s-a dezvoltat datorită descoperirii zăcămintelor minerale în Chañarcillo și creșterii schimburilor comerciale realizate în portul Valparaíso. Această sursă de prosperitate a produs un conflict cu Peru, pentru supremația maritimă la Oceanul Pacific. Formarea confederației între Peru și Bolivia a fost considerată o amenințare asupra stabilității statului Chilean. Astfel, în 1839, Portales declară război confederației, care se termină cu victoria de la Yungay, în 1839, și dizolvarea alianței. În același timp, se extinde în teritoriile sudice ale araucanilor, populând coloniile Llanquihue, Osorno, Valdivia cu etnici Germani. Regiunea Magellan a fost incorporată, în 1843, cu etnici croați. Și zona Antofagasta a devenit populată.
După 30 ani (1831-1861) de guvernare conservatoare, balanța politică a înclinat spre liberali (stânga politică, în accepție anglofonă). În acest timp creșterea economică a fost foarte puternică, datorită exploatărilor de salpetru, în regiunea Antofagasta. Aceste resurse au provocat gelozia boliviană, care a revendicat posesiunea teritoriului. Chiar după semnarea a mai multor tratate, părțile nu au găsit o soluție. Astfel, în 14 februarie 1879, Chile ocupă portul Antofagasta, declarând război Boliviei. La 5 aprilie 1879 are loc bătălia navală de la Iquique.
Peru, stat vecin, a semnat, în secret, un pact cu Bolivia, pentru ajutor în caz de război cu Chile și, astfel, începe războiul Pacificului, care se va termina cu victoria chiliană, și ocuparea zonei Antofagasta și regiunilor peruane, Tarapacá, Arica și Tacna. Chile a avut și cu Argentina, probleme similare, cedând o mare parte din Patagonia și Puna de Atacama. Acest conflict s-a terminat cu războiul de la Arauco și, în 1881, pacificarea Araucaniei . În 1888 a fost întegrată și insula Rapa Nui, mai bine cunoscută civilizației vestice ca insula Paștelui.
Pe plan intern, conflictul politic între președintele statului și Congres degenerează, în 1891, în război civil. Ca urmare a victoriei Congresului, Chile este declarat republică parlamentară.

### Epoca modernă. Secolul XX
Arturo Alessandri interprinde o serie de reforme sociale și adoptă constituția de la 1925.
Gabriel González Videla a fost ales președinte din partea partidului comunist în 1946.
Carlos Ibáñez del Campo preia puterea în 1952.
Senatorul Salvador Allende Gossens, membru al Partidului Socialist Chilian, în fruntea Unității Populare (UP, "Unidad Popular"), câștigă alegerile în 1970.
În urma unei lovituri de stat, care a avut loc pe 11 septembrie 1973, după bombardarea palatului prezidențial, s-a raportat suicidul președintelui Allende. În consecință, generalul Augusto Pinochet Ugarte, a instaurat o dură guvenare militară, preluând, astfel, puterea în stat.

## Geografia

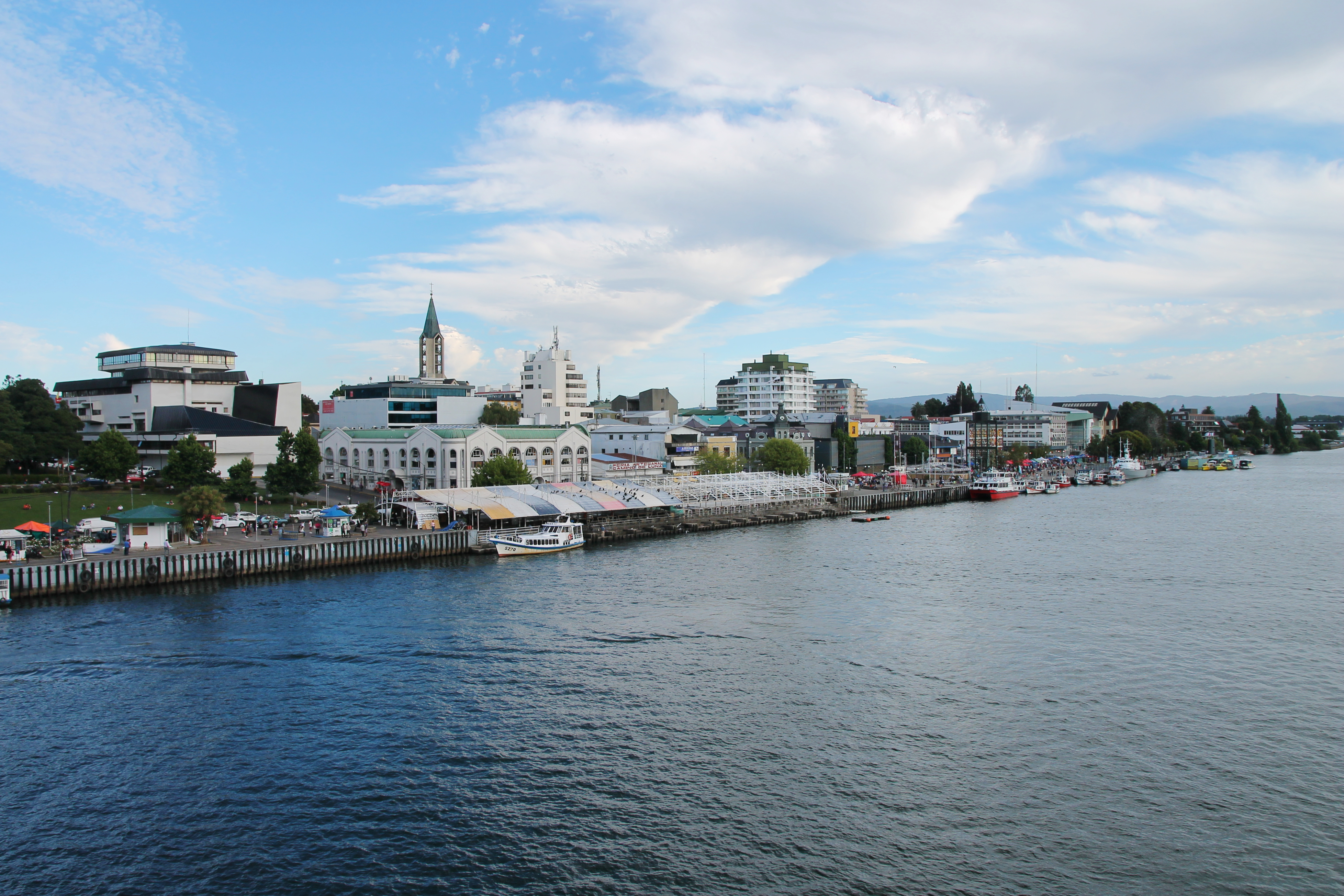
Orașul Valdivia

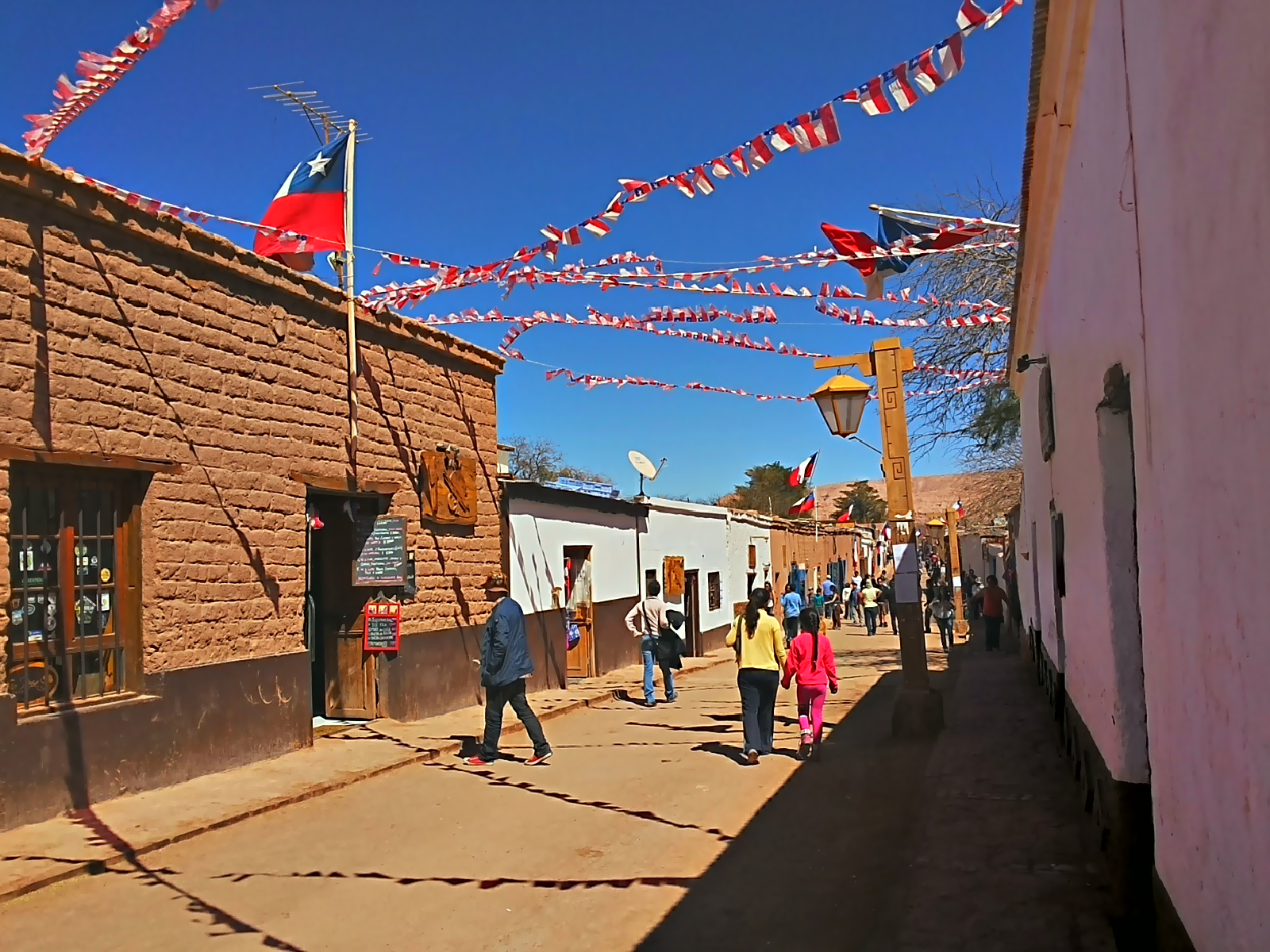
Atacama

Solul țării este o acumulare de sedimente marine, care au început să fie ridicate încă din Mezozoic, ca urmare a coliziunii dintre placa Nazca și plăcile Americii de Sud, ceea ce a dus la formarea Munțiilor Anzi, care se mai înalță și în prezent. Relieful este format dintr-o depresiune care desparte două lanțuri muntoase. Munții Anzi formează granița naturală cu Bolivia și Argentina împreună cu Vârful Ojos del Sare de 6.891 m, care este și cel mai înalt vulcan activ din lume.
Cel mai arid deșert din lume, Atacama. Litoralul este înalt datorită munților, dar scade brusc în apropierea Oceanului Pacific. Existența unor râuri care traversează teritoriul a permis formarea de văi transversale, iar câmpiile de coastă au început să se extindă și, datorită faptului că sunt largi, au permis formarea orașelor. Pe teritoriul chilian se află și Patagonia. La est de Cordiliera de Coastă se află zone de câmpie și podiș, mai ales la Strâmtoarea Magellan și Țara de Foc. Munții Anzi încep să se descompună în Oceanul Pacific, dând naștere unor insule.
Chile are următorii vecini: la nord - statul Peru, la est - Bolivia și Argentina, și la sud și vest - Oceanul Pacific. 
Are de la nord la sud o lungime a coastei de 4.270 km, aproape 2.650 mile, dar lățimea medie nu depășește 180 km. Arhipelagurile se extind pe coasta sudică a coastei chiliene de la insula Chile până la capul Horn, punctul cel mai sudic al continentului. Printre aceste arhipelaguri și insule, cele mai importante sunt: arhipelagul Chonos, insula Wellington, porțiunea vestică a Țării de Foc, insulele Juan Fernández, insula Paștelui și insulele estice. Chile, de asemenea, deține o secțiune din Antarctica. 
Suprafața țării este de 756.626 km pătrați sau 292.135 mile pătrate. 
Capitala țării și cel mai mare oraș este Santiago.
Alte orașe mari din Chile sunt: Arica, Iquique, Antofagasta, Coquimbo, Valparaíso, San Antonio, Concepción, Valdivia, Puerto Montt și Punta Arenas.

## Clima
Dispunerea țării de la nord la sud pe o lungime considerabilă și apropierea de ocean sunt factorii principali care contribuie la existența multor zone climatice. Munții Anzi influențează masele de aer venite dinspre Argentina, dar și cele dinspre Oceanul Pacific. În nordul țării, clima este de deșert, cu puține ploi, iar temperaturile medii anuale sunt de 20 °C. În interiorul țării, temperaturile prezintă oscilații majore, dar fără umiditate, ceea ce a permis amplasarea unor observatoare astronomice. În zonele muntoase temperaturile scad, tot aici găsindu-se stepa chiliană. De la Valea Aconcagua în sud, este prezent un climat asemănător celui mediteraneean.
Chile are patru anotimpuri cu veri călduroase și ierni reci și ploioase. În Santiago de Chile, temperatura medie este de 20 °C. Sudul țării dispune de un climat umed, iar în zona insulară clima este foarte rece, datorită oceanului, iar în Insula Paștelui clima este subtropicală, cu precipitații pe tot parcursul anului.

## Demografie

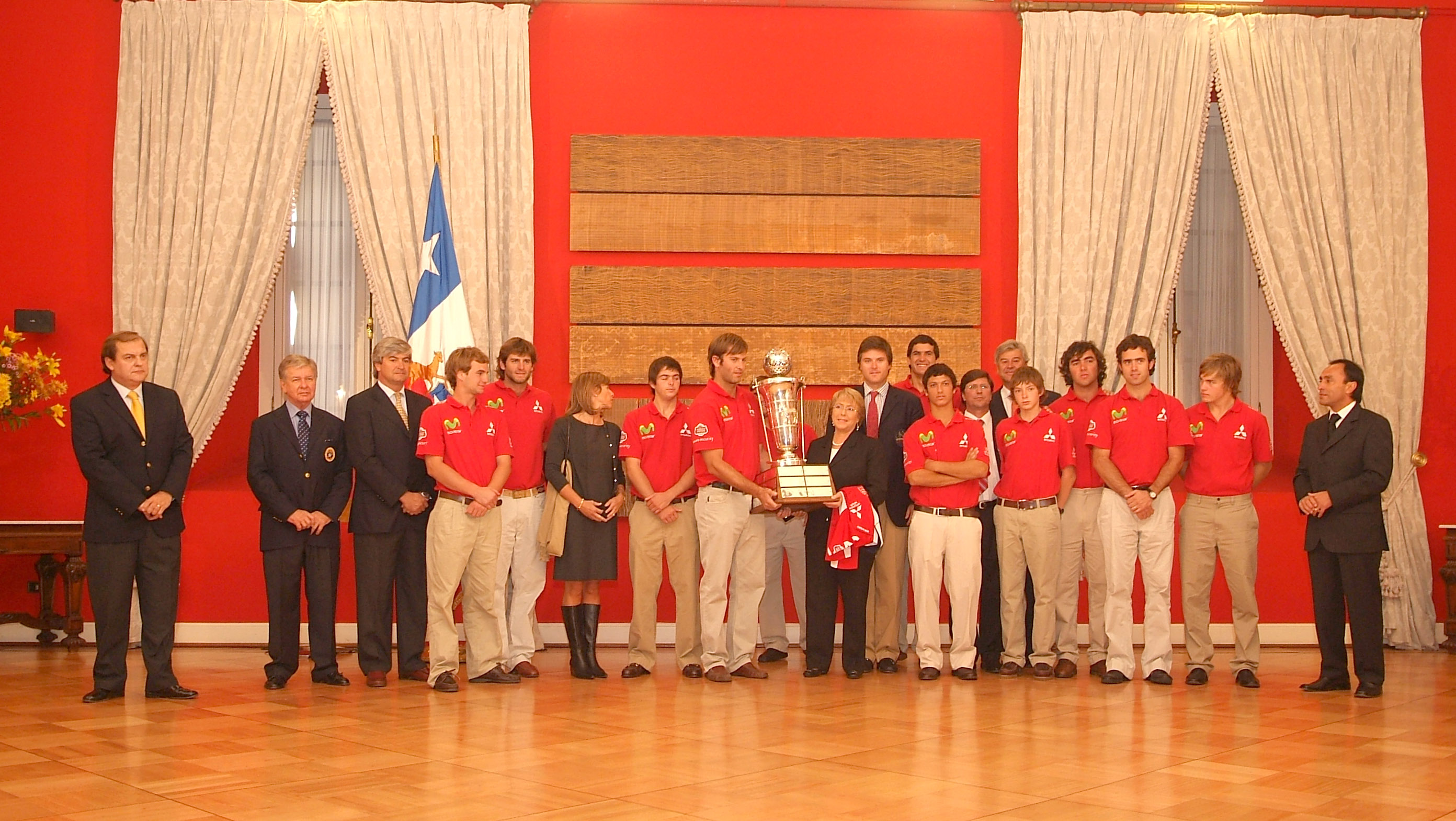
Echipa chiliană de polo, cu fostul președinte Michelle Bachelet, după ce a câștigat campionatul mondial de specialitate 2008

Cu o populație estimată, în 2009, la 16 928 873 locuitori și o densitate de 22,18 locuitori/km², Chile ocupă poziția 60 în clasamentul țărilor după populație.
Un studiu arată că aproximativ 52,7 % (8,8 milioane) din populație sunt descendenți din europeni și 44 % de origine metisă . Alte studii arată că descendenții europoizi s-ar situa între 64 % și 90 % din populația țării  .
Conform recensământului din 2002, 3,2 % din populație s-au declarat indigeni .

### Migrații
Spaniolii și bascii (inclusiv bascii francezi) sunt cele mai importante grupuri etnice stabilite în Chile, care alcătuiesc astăzi nucleul societății chiliene. Descendenții chilienilor basci, sunt estimați la 10% (1.600.000) până la 27% (4.500.000).

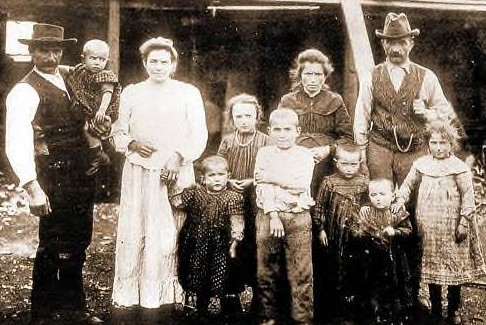
Grup de coloniști italieni în sudul chilian

Alte grupuri etnice europene au imigrat în Chile începând cu secolul XVIII. În 1848, din Germania a emigrat spre Chile un important grup, astfel punând bazele comunității germano-chiliene. Aceasta a avut loc cu susținerea guvernului chilian, cu scopul colonizării regiunii de sud a țării. Germanofonii (Elvețieni, Silesieni, Alsacieni și Austrieci) au influențat semnificativ cultura compoziția etnică în sudul țării. Descendenții germani sunt estimați ca fiind de la 500.000 până la 600.000.
Britanicii (Anglia, Scoția) și irlandeză ating un număr de 700.000 descendenți. Descendenții greci sunt estimați la un număr situat între 90.000 și 120.000. Cei mai mulți dintre ei trăiesc în zona Santiago și Antofagasta. Chile este printre primele cele 5 țări cu cea mai numeroasă diasporă elenă din lume.
Din Elveția se mai adaugă un număr de 90.000 de descendenți. Coloniștii francezi sunt estimați la 720.000 descendenții. Alte grupuri etnice europene sunt de proveniență italiană 600.000 și croată. Croații în Chile sunt estimați la un număr de 380.000 locuitori. Pot fi găsite și alte grupuri etnice descendente din Europa, dar în număr mai mic. Comunitatea palestiniană din Chile constituie cel mai numeros grup etnic palestinian din afara lumii arabe.

### Religia
Cel mai numeros grup religios al țării este cel al adepților Bisericii Romano-Catolică. Biserica catolică are un rol major în societatea chiliană, cu 84 la sută, adepți declarați. Deși, oficial, separată de stat din 1925, beneficiază de anumite favoruri. Alte grupuri religioase chiliene sunt evanghelicii - 15,14%, Martorii lui Iehova - 1,06%, mormonii - 0,92% și 0,13% mozaici. 8,3% chilieni se declară atei sau agnostici.

### Urbanizarea
Conform ultimului recensământ, 13 090 113 chilieni sunt rezidenți în zonele urbane, reprezentând 86,59% din populația națională. Doar 13,41% locuiește în zona rurală. Aici, ocupațiile principale sunt agricultura și zootehnia, concentrate fiind în zona centru și sud a țării, în Maule (33,59%), în Araucanía (32,33%) și Los Lagos (31,56%). Regiunile cu grad mare de urbanizare sunt situate în zonele extreme ale țării: Tarapacá (94,06%), Antofagasta (97,68%), Magallanes (92,6%) și zonele industrializate situate în Valle Central, Región Metropolitana și Valparaíso, cu gradul de urbanizare de 96,93% și, respectiv, 91,56%.

## Statul
Republica Chile este un stat unitar, democratic, cu caracter prezidențial. Diverse instituții autonome participă în viața politică a statului, conform unei scheme constituționale, fiecare din ele având anumite obligații, responsabilități, competențe între diferite organisme statale. Țara este condusă conform Constituției Politice a Republicii Chile, aprobată la 11 septembrie 1980. Ramura executivă, respectiv Guvernul și Administrația Publică, este condusă de către Președintele țării, care este atât șeful statului, cât și al Guvernului. Din martie 2014, această poziție este deținută de Michelle Bachelet Jeria, la al doilea mandat (după cel din 11 March 2006 – 11 March 2010), care este membru al unui partid de orientare socialistă, membru al Coaliției pentru Democrație. Conform Constituției, președintele se află în funcție pentru o perioada de patru ani, fără a putea fi reales din nou pentru un al doilea mandat consecutiv. Președintele țării numește miniștrii, iar guvernele provinciilor chiliene sunt conduse de către guvernatori.

### Politica
Partidele politice au putut sa fie reorganizate, numai din 1987, pentru a putea participa la Referendumul Național din 1988, care a stabilit sistemul de existență a acestora. Sistemul binomial (similar cu cel al Statelor Unite ale Americii) a dus, în parte, la formarea de mari coaliții politice. În prezent, cele mai importante partide politice și coaliții din Chile sunt:
- Alianța pentru Chile (Alianza por Chile), grupare politică de dreapta care, după alegerile din 2004, a obținut 37,68% din voturile pentru consilieri, 38,69% la alegerile pentru deputații din 2005, iar în Congres are, în prezent, 59 de deputați și 17 senatori.
- Coaliția Partidelor pentru Democrație (Concertación de Partidos por la Democracia), coaliție de centru-stânga;
- Împreună putem mai mult (Juntos Podemos Más) - o grupare politică de stânga.

Un alt partid cu o reprezentare minoră este Partidul Independent Regional.

### Diviziuni administrative
| Nº   | Regiune                                   | Capitala           | Suprafața     | Populație (2) |  |
| ---- | ----------------------------------------- | ------------------ | ------------- | ------------- |  |
| XV   | Arica și Parinacota                       | Arica              | 16.873,3 km²  | 189.692       |  |
| I    | Tarapacá                                  | Iquique            | 42.225,8 km²  | 286.105       |  |
| II   | Antofagasta                               | Antofagasta        | 126.049,1 km² | 547.933       |  |
| III  | Atacama                                   | Copiapó            | 75.176,2 km²  | 272.402       |  |
| IV   | Coquimbo                                  | La Serena          | 40.579,9 km²  | 677.300       |  |
| V    | Valparaíso                                | Valparaíso (Chile) | 16.396,1 km²  | 1.682.005     |  |
| RM   | Regiunea metropolitană Santiago           | Santiago           | 15.403,2 km²  | 6.607.805     |  |
| VI   | Libertador General Bernardo O'Higgins     | Rancagua           | 16.387,0 km²  | 849.120       |  |
| VII  | Maule                                     | Talca              | 30.269,1 km²  | 975.244       |  |
| VIII | Biobío                                    | Concepción         | 37.068,7 km²  | 1.982.649     |  |
| IX   | La Araucanía                              | Temuco             | 31.842,3 km²  | 937.259       |  |
| XIV  | Los Ríos                                  | Valdivia           | 18.429,5 km²  | 373.712       |  |
| X    | Los Lagos                                 | Puerto Montt       | 48.583,6 km²  | 794.529       |  |
| XI   | Aysén del General Carlos Ibáñez del Campo | Coyhaique          | 108.494,4 km² | 100.417       |  |
| XII  | Magallanes și Antartica Chileană (1)      | Punta Arenas       | 132.033,5 km² | 156.502       |  |

(1) Inclusiv Teritoriul Antarctic Chilian, măsurând 1.382.291,1 km2
(2) Estimare la 30 iunie 2006 - Compendiu Statistic 2006

## Economie
Cu un trecut economic dezastruos, cunoscând multiple dictaturi, Chile a devenit modelul economic al regiunii, reușind, în ultimii 15 ani, să reducă de două ori nivelul sărăciei. În ultimii 24 ani, PIB-ul a crescut cu 5,2%, și chiar de 8,3% între 1990 - 1997. Sistemul economic chilian e unul liberalist, implementat de dictatorul Pinochet, cu ajutorul Chicago Boys. Datorită noului model, țara a cunoscut o miraculoasă revigorare economică. Numeroasele reforme, privatizarea, în principal, marilor întreprinderi de stat (cupru, aviație, educație) au contribuit decisiv. În zilele noastre Chile posedă o piață liberă, deschisă lumii întregi. Profilul economic e caracterizat de importul și exportul de materii prime. În 2005, exporturile au depășit 39,5 miliarde USD și continuă să crească. Principalii clienți, în ordinea importanței, sunt Uniunea Europeană, Statele Unite, Coreea de Sud, acordul P4 cu China. Chile e membru APEC (Tratatul Țărilor Pacificului), membru asociat Mercosur (Tratatul de liber schimb al țărilor din America de sud). Moneda națională este peso chilian ($). Turismul reprezintă o activitate economică foarte importantă în Chile, iar în anul 2005 acest sector a generat 1500 miliarde de dolari și echivalentul a 1,33% din PIB. În Chile sosesc, în fiecare an, aproximativ 2.500.000 de străini, din care cea mai mare parte provin din țările vecine, dar și din Europa (414.000 în 2007). Cele mai importante atracții turistice sunt: San Pedro de Atacama, în partea de nord, fiind apreciat de turiștii străini pentru arhitectura incașă, Lacul Higland, Valea Lunii, Munții Anzi (cu stațiunile de sporturi de iarnă) și stațiunile de pe litoralul de la Oceanul Pacific. Insula Paștelui reprezintă un important punct de atracție pentru străini.

### Sectorul primar
Agricultura și creșterea vitelor sunt principalele activități ale sectorului, concentrate în zona centru-sud a țării. Exportul fructelor și legumelor ating cote istorice datorită deschiderii către piețele europene și asiatice, începând cu 1990. În Chile se înregistrează o creștere exponențială în piscicultură. Astfel, țara a devenit lider în exportul de somon, depășind, în 2006, Norvegia. Crescătoriile de somon, amenajate în albiile râurilor din sudul țării, ar putea avea un impact asupra ecosistemului regiunii.